# لودو د کلنار
لودو د کلنار (انگلیسی: Ludo De Keulenaer؛ زادهٔ ۱۶ ژانویهٔ ۱۹۶۰) دوچرخه‌سوار اهل بلژیک است.